# Teresa Paneque
Teresa Paz Paneque Carreño (Madrid, 15 de noviembre de 1997) es una astrónoma, escritora y divulgadora científica de nacionalidad chilena y española. En 2021 es coautora de una publicación científica que describe inestabilidades gravitacionales de la estrella Elias 2-27, entregando evidencia a la hipótesis de inestabilidad gravitacional en discos protoplanetarios. Es reconocida por su trabajo en la divulgación y la sensibilización sobre las ciencias en redes sociales, donde explica fenómenos astronómicos con énfasis en niños, niñas y adolescentes. En 2023 fue nombrada la primera embajadora mujer de Unicef en Chile.

## Biografía

### Primeros años y educación
Nace en Madrid, España, hija del matrimonio conformado por los científicos chilenos Manuel Paneque, bioquímico, y Paz Carreño, química farmacéutica. A sus 5 años se muda a Glasgow debido al desarrollo del posdoctorado de sus padres. A sus 9 años llega a vivir a Chile. Debido a su educación en Europa, entra a sexto básico de la educación chilena, dos años antes de lo que corresponde. Sus padres se instalan en la comuna de San Miguel. Es en esta época que se acerca a la robótica a través de su participación en el FIRST Lego League Challenge Chile, además de participar en el programa de talento académico PENTA UC de la Universidad Católica.
En 2013, a los 16 años, entra a estudiar astronomía en la Universidad de Chile, donde realiza su tesis de grado con Laura Pérez. Entre 2020 y 2024 realiza su doctorado en el área de astronomía en el Observatorio Europeo Austral (Alemania) y de la Universidad de Leiden (Holanda).En 2024 recibe una beca 51 Pegasi b Fellowship, una de las becas de investigación más importantes en astronomía, para realizar su postdoctorado en Estados Unidos.

### Vida mediática
Es conocida dentro del país por publicar en 2021 el libro de difusión científica El universo según Carlota, libro ilustrado para niños y jóvenes que explica con la realidad de los fenómenos en el universo, como son las estrellas fugaces.
Es comunicadora científica en redes sociales desde el 2019, con más de 440 mil seguidores en sus cuentas de TikTok, Instagram y Twitter. Junto a redes sociales también ha participado de eventos nacionales desarrollados por la Universidad de Chile, el Instituto Antártico Chileno,y Congreso Futuro. Además es panelista recurrente en el programa radial A Última Hora de Radio Cooperativa.[cita requerida] En 2021 desarrolló el podcast Fuera de Órbita para la radioemisora TXS Plus.
En enero de 2022, protagonizó un intenso debate en redes sociales sobre la veracidad de la astrología y la falta de evidencia que la respalda, lo que la llevó a enfrentarse en Twitter con la astróloga y socióloga chilena Consuelo Ulloa.

## Áreas de investigación
Su área de especialización es la formación de planetas, específicamente el estudio de las condiciones químicas en los entornos de formación planetaria. En 2021 es coautora de una publicación científica que describe inestabilidades gravitacionales de la estrella Elias 2-27, entregando evidencia a la hipótesis de inestabilidad gravitacional en discos protoplanetarios.

## Distinciones
Fue distinguida por la Facultad de Ciencias Físicas y Matemáticas de la Universidad de Chile por mejor tesis de postgrado 2021 y por la fundación Mujeres Bacanas como Bacana Sub-30 2020.
En enero de 2023 fue nombrada "Amiga de Unicef Chile"; dicha institución destacó el impacto positivo que su trabajo de divulgación científica tiene en niñas y adolescentes que quieren dedicarse a las ciencias.En noviembre del mismo año, en el marco del Día Mundial de la Infancia, Paneque se convirtió en la primera mujer embajadora de Unicef en Chile.
En 2024 se adjudicó la beca de posdoctorado 51 Pegasi b Fellowship de la Fundación Heising-Simons, convirtiéndose en la primera chilena en obtenerla.

## Publicaciones

### Infantiles

#### El Universo según Cartola
- Asteroides y estrellas fugaces (2021)
- Agujeros negros y explosiones estelares (2022)
- Vida extraterrestre y exoplanetas (2023)
- Galaxias lejanas y materia oscura (2024)

#### Otros
- Abecedario astronómico (2024)

### Publicaciones científicas
Nota: Esta es una lista de los trabajos científicos más citados de la investigadora; para revisar el listado completo, revise el perfil de la investigadora en Google Scholar.
- Hall, C.; Dong, R.; Teague, R.; Terry, J.; Pinte, C.; Paneque-Carreño, T.; Veronesi, B.; Alexander, R. D. et al. (1 de diciembre de 2020). "Predicting the Kinematic Evidence of Gravitational Instability". The Astrophysical Journal 904 (2): 148. ISSN 0004-637X. doi:10.3847/1538-4357/abac17.
- Paneque-Carreño, T.; Pérez, L. M.; Benisty, M.; Hall, C.; Veronesi, B.; Lodato, G.; Sierra, A.; Carpenter, J. M. et al. (1 de junio de 2021). "Spiral Arms and a Massive Dust Disk with Non-Keplerian Kinematics: Possible Evidence for Gravitational Instability in the Disk of Elias 2–27". The Astrophysical Journal 914 (2): 88. ISSN 0004-637X. doi:10.3847/1538-4357/abf243.
- Veronesi, Benedetta; Paneque-Carreño, Teresa; Lodato, Giuseppe; Testi, Leonardo; Pérez, Laura M.; Bertin, Giuseppe; Hall, Cassandra (1 de junio de 2021). "A Dynamical Measurement of the Disk Mass in Elias 2–27". The Astrophysical Journal Letters 914 (2): L27. ISSN 2041-8205. doi:10.3847/2041-8213/abfe6a.
- Terry, J. P.; Hall, C.; Longarini, C.; Lodato, G.; Toci, C.; Veronesi, B.; Paneque-Carreño, T.; Pinte, C. (30 de diciembre de 2021). "Constraining Protoplanetary Disk Mass Using the GI Wiggle". Monthly Notices of the Royal Astronomical Society 510 (2): 1671–1679. ISSN 0035-8711. doi:10.1093/mnras/stab3513.
- Lodato, G.; Rampinelli, L.; Viscardi, E.; Longarini, C.; Izquierdo, A.; Paneque-Carreño, T.; Testi, L.; Facchini, S.; Miotello, A.; Veronesi, B.; Hall, C. (12 de noviembre de 2022). "Dynamical mass measurements of two protoplanetary discs". Monthly Notices of the Royal Astronomical Society. 518 (3): 4481–4493. ISSN 0035-8711. doi:10.1093/mnras/stac3223.
- Law, C.; Teague, R.; Öberg, K.; Rich, E.; Andrews, S.; Bae, J.; Benisty, M.; Facchini, S.; Flaherty, K.; Isella, A.; Jin, S.; Hashimoto, J.; Huang, J.; Loomis, R.; Long, F.; Romero-Mirza, C.; Paneque-Carreño, T.; Pérez, L.; Qi, C.; Schwarz, K.; Stadler, J.; Tsukagoshi, T.; Wilner, D.; van der Plas, G. (8 de mayo de 2023). "Mapping Protoplanetary Disk Vertical Structure with CO Isotopologue Line Emission". The Astrophysical Journal 948 (1): 60. ISSN 0004-637X. doi:10.3847/1538-4357/acb3c4.
- Law, C.; Alarcón, F.; Cleeves, L.; Öberg, K.; Paneque-Carreño, T. (20 de diciembre de 2023). "CI Traces the Disk Atmosphere in the IM Lup Protoplanetary Disk". The Astrophysical Journal Letters 959 (2): L27. ISSN 0004-637X. doi:10.3847/2041-8213/ad0e06.